# راسل (ماساچوست)
راسل(به انگلیسی: Russell) شهرکی در شهرستان همپدن ایالت ماساچوست می‌باشد که در سال ۱۷۹۲ بنیان‌گذاری شده‌است. این شهرک در سرشماری سال ۲۰۱۰ میلادی، ۱٬۷۷۵ نفر جمعیت داشته‌است.